# Beta Pictoris

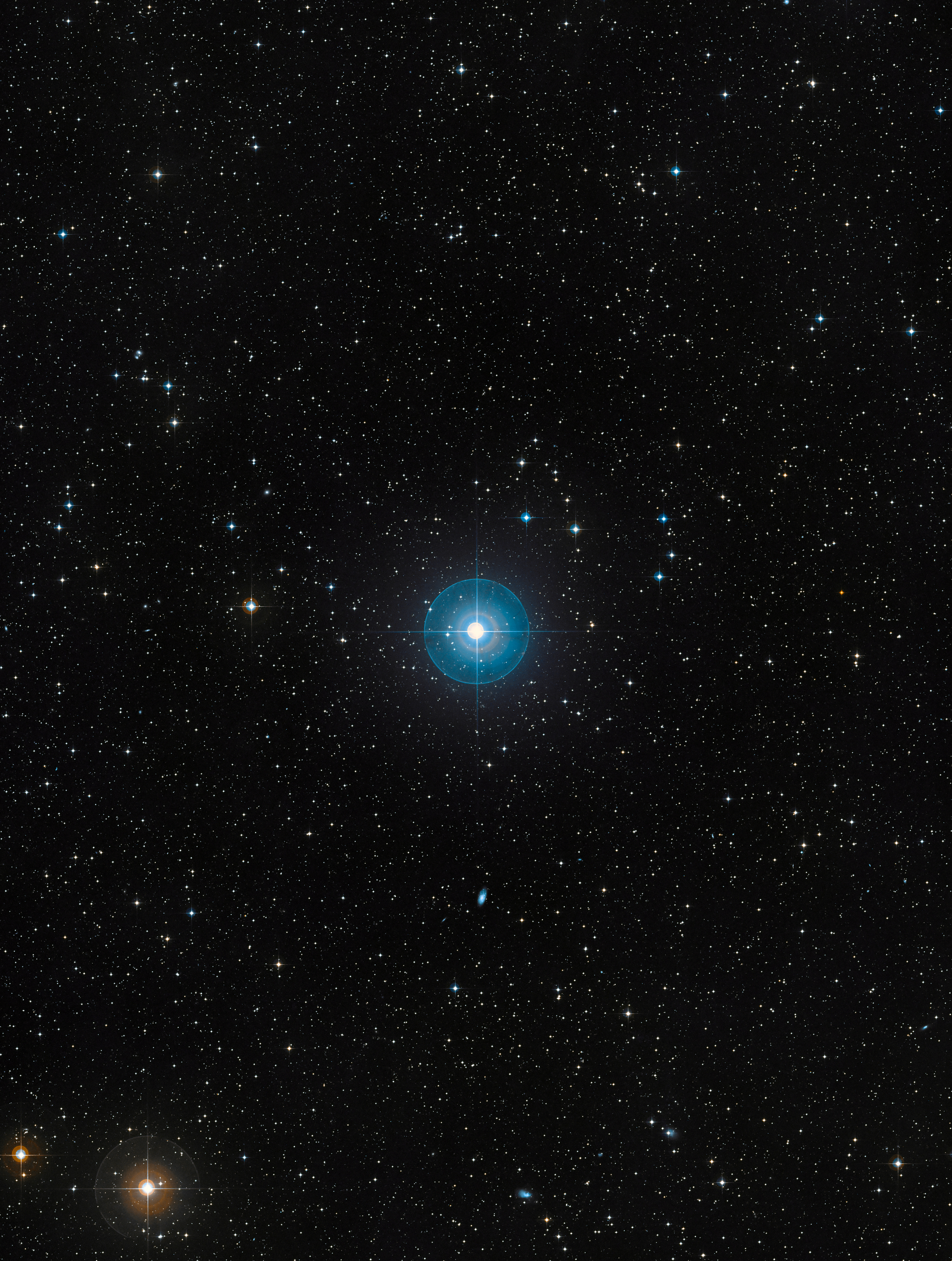
Beta Pictoris și discul de resturi care îl înconjoară

Beta Pictoris (β Pic / β Pictoris) este a doua stea cea mai strălucitoare din constelația Pictor. Se află la 63,4 ani-lumină de Sistemul nostru Solar și este de 1,75 ori mai masivă și de 8,7 ori mai strălucitoare decât Soarele nostru. Sistemul Beta Pictoris este foarte tânăr, având o vârstă de numai 8 până la 20 milioane de ani , deși se află deja în secvența principală a evoluției sale stelare.
Beta Pictoris este steaua principală a grupului mobil Beta Pictoris, o asociație stelară de stele tinere care au aceeași vârstă și împărtășesc aceeași mișcare prin spațiu.